# Spomen križevi na Kornatima
Spomen-križevi na Kornatima su spomen-obilježje u čast hrvatskim vatrogascima poginulima u Kornatskoj tragediji 30. kolovoza 2007. godine. Autor spomen-križeva je Nikola Bašić.

## Povijest
Kornatska tragedija dogodila se 30. kolovoza 2007. godine kada je skupina vatrogasaca postala žrtvom požara na otoku Velikom Kornatu. Od ukupno 13 vatrogasaca u skupini zahvaćenoj požarom, 12 ih je poginulo na licu mjesta ili preminulo u bolnicama, a jedini je preživio 23-godišnji Frane Lučić iz Tisnog. Događaj je bio jedna od najvećih mirnodopskih nesreća, koja je pogodila Hrvatsku.
Križevi dugi 25 metara i široki 15 metara, izrađeni su ljudskim rukama, bez upotrebe strojeva i vezivnih elemenata korištenjem tehnike suhozida. Koristio se postojeći kamen s Kornata u količini od 400 kubičnih metara. Sudjelovalo je oko 2500 dobrovoljaca predvođenih vatrogascima i graditeljima udruge za očuvanje kulturne i prirodne baštine otoka Paga "Suhozid". Svaki križ ima tri ploče s uklesanim tekstom: s imenom vatrogasca, imenom DVD-a kojem je pripadao i stihom po izboru obitelji. Smješten je uz krak križa - s lijeve strane, na mjestu srca. Gradnja križeva trajala je 2 mjeseca i završila je 23. svibnja 2010. godine. Podignuta je i kapelica Sv. Florijana, zaštitnika vatrogasaca također u tehnici suhozida i uređeno je oko kilometar pješačke staze te pristanište za brodove. Svečano otvorenje bilo je na 3. obljetnicu tragedije 30. kolovoza 2010. godine.